# Rāmgarh (ort i Indien, Rajasthan)
Rāmgarh (engelska: Ramgarh) är en ort i Indien.   Den ligger i distriktet Sīkar och delstaten Rajasthan, i den nordvästra delen av landet, 250 km sydväst om huvudstaden New Delhi. Rāmgarh ligger 408 meter över havet och antalet invånare är 29 834.
Terrängen runt Rāmgarh är platt. Runt Rāmgarh är det tätbefolkat, med 266 invånare per kvadratkilometer. Det finns inga andra samhällen i närheten. Trakten runt Rāmgarh består till största delen av jordbruksmark.